# Tibetischer Lamellenpanzer
Ein Tibetischer Lamellenpanzer (tibetisch Byang bu'i khrab) ist eine Schutzwaffe aus Tibet.

## Beschreibung
Ein Tibetischer Lamellenpanzer besteht aus Eisenplatten, die mit Seidenschnüren untereinander verbunden sind. Die Eisenplatten sind länglich und in zwölf oder mehr Reihen untereinander angeordnet. Die Rüstung ist ärmel- und kragenlos. Am unteren Ende sind mehrere Lederlappen unter der Schuppenpanzerung befestigt. Zur Rüstung gehört ein Helm, der nach demselben Prinzip aufgebaut ist. Wegen ihrer Form nannte man die frühesten Exemplare dieser Rüstungsart Willow Leaf (engl. „Weidenblatt“). Im Laufe der Zeit sind diese Rüstungen immer wieder leicht verändert worden, diese Änderungen sind jedoch minimal. Dieser Rüstungstyp wird zu traditionellen Anlässen bis ins 20. Jahrhundert getragen.